# Вултуру (комуна, Констанца)
Вултуру (рум. Vulturu) — комуна у повіті Констанца в Румунії. До складу комуни входить єдине село Вултуру.
Комуна розташована на відстані 173 км на схід від Бухареста, 60 км на північний захід від Констанци, 88 км на південь від Галаца.

## Населення
За даними перепису населення 2002 року у комуні проживала 751 особа, усі — румуни. Усі жителі комуни рідною мовою назвали румунську.
Склад населення комуни за віросповіданням:
| Релігія       | Кількість осіб | Відсоток |
| ------------- | -------------- | -------- |
| православні   | 739            | 98,4%    |
| римо-католики | 12             | 1,6%     |

## Зовнішні посилання
- Дані про комуну Вултуру на сайті Ghidul Primăriilor [Архівовано 2 лютого 2012 у Wayback Machine.]